# 日応寺層
日応寺層（にちおうじそう）は、岡山県岡山市北区の日応寺付近に分布する地層。礫岩を主体とし、下部から中部が礫岩、上部が海棲生物の化石を含む砂岩で構成される。層厚約20メートルに亘って保存されている部分があるが、岡山空港の建設に伴って大部分が工事により消失し、他の分布域にも他の建造物が建設されているため、上限が不明である。今村外治により下位の陸成礫岩層と併せて「日応寺第三系」と命名されたが、鈴木ほか (2009)により吉備層群の富吉層と津高層、その上位層である矢金層にそれぞれ再分類され、「日応寺第三系」の上部のみが日応寺層として改称された。
上部の砂岩層からは海棲無脊椎動物化石（二枚貝・掘足類・腹足類・腕足類）や大型有孔虫の化石の産出が報告された。貝類化石群集の属構成が古第三系の神戸層群や土庄層群と類似するが、これらの産地や標本が消失・紛失して再調査が不可能であること、また新第三系を示す示準化石となる有孔虫ミオギプシナ（Miogypsina kotoi）が産出していることから、本層は中新統下部の最上部から中部の最下部と推定されている。
本層は日応寺断層により切られている。この断層は新生代に活動した吉備高原の数少ない断層であるが、現在の地形面の変化には関与していない。